# Knox County (Illinois)
Knox County je okres na severozápadě státu Illinois v USA. K roku 2015 zde žilo 51 441 obyvatel. Správním městem okresu je Galesburg. Celková rozloha okresu činí 1 855 km².

## Sousední okresy
| Růžice kompasu | Mercer County | Henry County           |               | Růžice kompasu |
| Růžice kompasu | Warren County | Sever                  | Stark County  | Růžice kompasu |
| Růžice kompasu | Warren County | Knox County (Illinois) | Stark County  | Růžice kompasu |
| Růžice kompasu | Warren County | Jih                    | Stark County  | Růžice kompasu |
| Růžice kompasu |               | Fulton County          | Peoria County | Růžice kompasu |